# 5837 Гедін
5837 Ге́дін (5837 Hedin) — астероїд головного поясу, відкритий 24 вересня 1960 року.
Тіссеранів параметр щодо Юпітера — 3,198.